# Tarjánpuszta vasútállomás
Tarjánpuszta vasútállomás  egy Győr-Moson-Sopron vármegyei vasútállomás, amit a GYSEV üzemeltet. A névadó település, Tarjánpuszta központjában helyezkedik el, közúti elérését a 8226-os útból kiágazó 82 327-es számú mellékút biztosítja.

## Áthaladó vasútvonalak
- Győr–Veszprém-vasútvonal (11)

## Kapcsolódó állomások
A vasútállomáshoz az alábbi állomások vannak a legközelebb:
- Győrasszonyfa megállóhely (Veszprém vasútállomás, Győr–Veszprém-vasútvonal)
- Ravazd megállóhely (Győr vasútállomás, Győr–Veszprém-vasútvonal)

## Forgalom
| Járat        | Útvonal | Gyakoriság   |
| ------------ | --- | ------------ |
| személyvonat | Győr – Győr-Gyárváros – Győrszabadhegy – Nyúl – Pannonhalma – Tarjánpuszta – Győrasszonyfa – Veszprémvarsány – Bakonygyirót – Bakonyszentlászló – Vinye – Porva-Csesznek – Zirc – Eplény – Veszprém | 2 óránként   |
| személyvonat | Győr – Győr-Gyárváros – Győrszabadhegy – Nyúl – Pannonhalma – Tarjánpuszta – Győrasszonyfa – Veszprémvarsány – Bakonygyirót – Bakonyszentlászló                                                     | Napi 4-6 pár |